# Paolo Cafaro
Paolo Cafaro, C.SS.R. (5. července 1707 Cava de' Tirreni – 13. srpna 1753 Caposele) byl italský římskokatolický duchovní a redemptorista.

## Život
Narodil se 5. července 1677 v Cava de' Tirreni.
Během základních studií vynikal nad svými vrstevníky. Často setrvával v modlitbě a navštěvoval mše. Rozhodl se vstoupit do kněžského semináře, který absolvoval s apoštolskou horlivostí. Často cestoval do okolí, aby vyučoval katechismus a nabádal děti k dobrému chování.
Po vysvěcení na kněze se stal farářem ve farnosti San Pietro alla Siepe. Vždy byl připraven sloužit druhým. Mladým ženám poskytoval finance, aby se mohly vdát a neupadly do prostituce. Po založení Kongregace Nejsvětějšího Vykupitele požádal o přijetí do noviciátu, což mu bylo dovoleno roku 1741. Následující rok složil své řeholní sliby.
Následující období se neslo ve znamení cestování. Na misiích v Kampánii, Apulii a Basilicatě neúnavně kázal a zpovídal mnoho hodin denně. Zakladatel kongregace svatý Alfons Maria z Liguori si ho velmi vážil a svěřil mu správu několika řeholních domů. V rámci kongregace zastával také funkci novicmistra.
Zemřel 13. srpna 1573 v Caposele.

## Proces svatořečení
Proces byl zahájen 11. července 1898 a v současné době probíhá v arcidiecézi Sant'Angelo dei Lombardi-Conza-Nusco-Bisaccia.